# Az első világháború évei (1915)
1915 az első világháború második éve.

#### A tengeralattjáró-háború

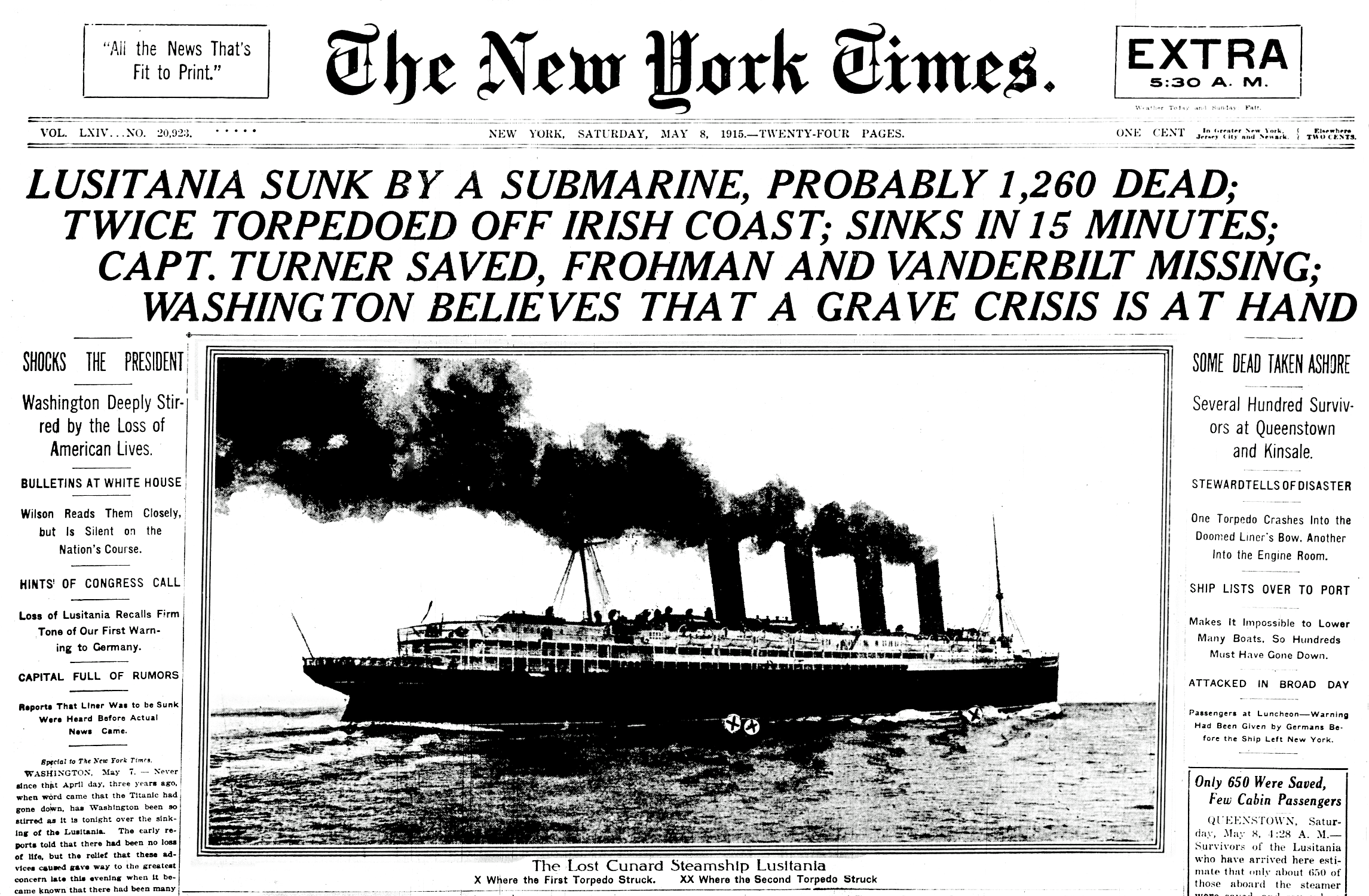
A New York Times a Lusitania elsüllyesztésével foglalkozó különkiadása

A Német Birodalom 1915. február 4-én jelentette be hivatalosan az ellenséges kereskedelmi hajóforgalom ellen február 18-tól megindítandó tengeralattjáró-háborúját. A Nagy-Britannia és Írország körüli vizeket – a semleges államok tiltakozása ellenére is – hadműveleti területté (háborús övezetté) nyilvánították annak ellenére, hogy a hatékony blokádhoz nem rendelkeztek elegendő számú tengeralattjáróval. A tengeralattjárók kereskedelmi hajók elleni bevetésével Németország katonai és nemzetközi jogi téren is új területre lépett, mivel a tengeralattjárók nem tudtak minden szempontból teljesen megfelelni a zsákmányjog előírásainak, ráadásul egyre több brit kereskedelmi hajót láttak el fegyverekkel, ami jelentős veszélyt jelentett rájuk. A tengeralattjárók parancsnokai sem kaptak világos végrehajtási utasításokat. A haditengerészet vezetése nyilvánvalóan abból indult ki, hogy a legtöbb elsüllyesztésre figyelmeztetés nélkül kerül sor és ezzel elriaszthatják a semleges hajókat a brit vizekről. A bejelentés után a semleges államok tiltakozásának hatására a tengeralattjáró-háborút annyiban mégis korlátozták még a megindítása előtt, hogy semleges hajókat ne lehessen megtámadni figyelmeztetés nélkül.
Május 7-én a német U 20 jelzésű tengeralattjáró elsüllyesztette a Lusitania brit óceánjárót, ami tiltakozási hullámhoz vezetett az Egyesült Államokban. Több mint 100 amerikai állampolgár volt a fedélzetén, mikor az május 1-én elhagyta New Yorkot, annak ellenére, hogy a német nagykövetség hirdetésekben óvott attól, hogy az Egyesült Királyságba való utazáshoz brit hajókat vegyenek igénybe. Az amerikaiak számára a Lusitania elsüllyedése és számos honfitársuk halála sokként hatott, ami világossá tette számukra, milyen nehéz kimaradniuk a világháborúból. Az utasszállító elsüllyedésekor 1198 ember veszítette életét, köztük 100 gyerek és 127 amerikai állampolgár. Az eseményt jegyzékváltás követte az amerikai és a német kormányzat között. A császár június elején támogatta a birodalmi kancellár azon felvetését, hogy a tengeralattjárók ezután általánosan ne támadhassanak nagy utasszállítókat és semleges hajókat. Tirpitz főtengernagy (Großadmiral) és Gustav Bachmann tengernagy emiatt azonnal benyújtották a lemondásukat, amit a császár nem fogadott el. Az Arabic gőzhajó 1915. augusztus 19-ei, U 24 által való elsüllyesztésekor újabb amerikai állampolgárok vesztek oda. A német nagykövet ez után ismertette az amerikai kormányzattal az innentől érvényes korlátozásokat, miszerint utasszállítót csak előzetes figyelmeztetés után szabadott elsüllyeszteni, és csak miután minden utast biztonságba helyeztek. A német sajtót augusztus végén tájékoztatták és a főszerkesztőit a vezérkar arra utasította, hogy az egyes újságok által a korlátlan tengeralattjáró-háború mellett és a jegyzékei miatt az USA ellen folytatott kampányát azonnal állítsák le.

#### A győzelem kivívásának keresése a keleti-fronton
A keleti fronton 1915. február 2. és 27. között lezajlott második mazuri-tavaki csata során az újonnan beérkezett 10. hadseregük segítségével a németek diadalmaskodtak. Az orosz csapatok ezután végleg kivonultak Kelet-Poroszországból.

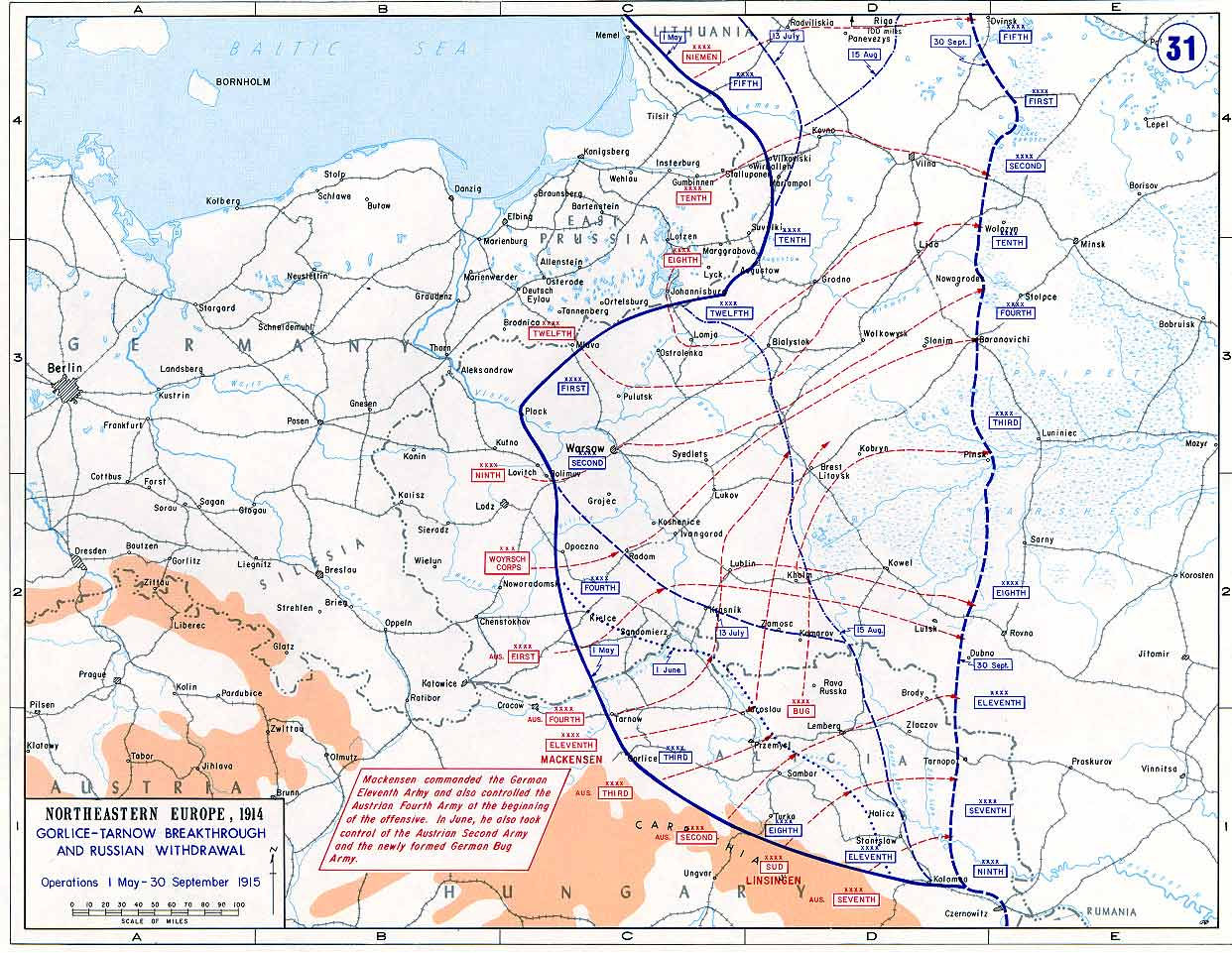
Az oroszok visszavonulását szemléltető térkép (a kék vonal a front májusi, a szaggatott kék vonal annak szeptemberi állását mutatja 1915-ben

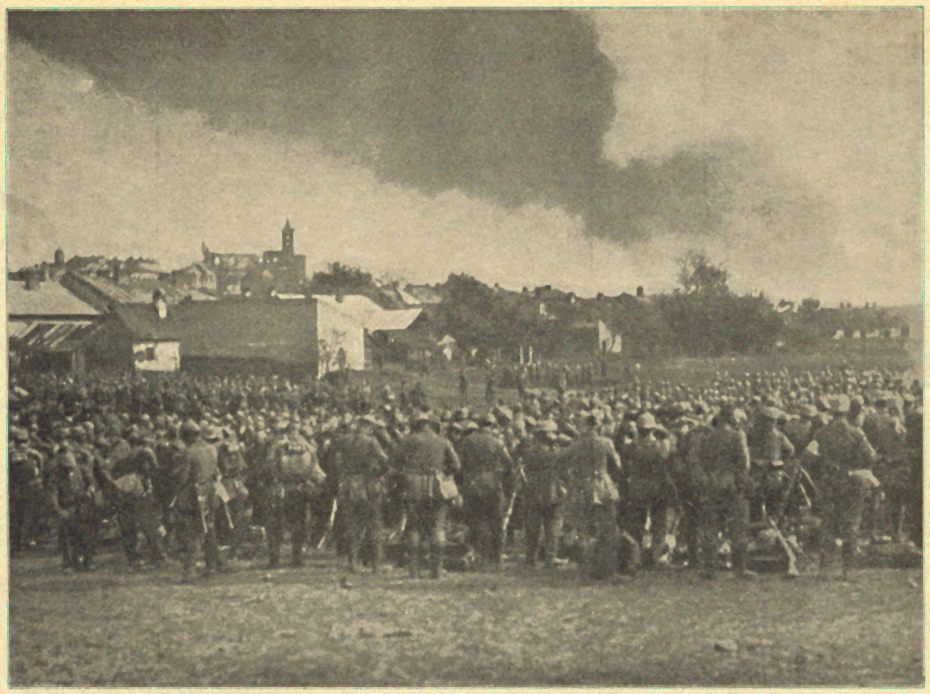
Német katonák Gorlicénél (1915. június 20.)

1914 novemberében Paul von Hindenburg és a törzsfőnökeként szolgáló Erich Ludendorff kapták meg a főparancsnokságot az összes keleti fronton harcoló német alakulat felett és azóta sikeresen érveltek amellett, hogy a keleti háborút 1915-ben döntésre lehet vinni. A német hadvezetés célja az volt, hogy az ellenséges koalíció felbomlasztását Oroszország meggyengítésével készítsék elő. Mivel a keleti fronton az általános helyzet, főként azután, hogy csaknem Galícia teljes területe orosz kézen volt, egy különbékéről való megegyezést ekkor még viszonylag kilátástalanná tett, ezért fokozni kellett a nyomást Oroszországon és emellett kedvező benyomást kellett tenni a semleges államokra, főként a Balkánon.
Ausztria-Magyarország számára mindenekelőtt Olaszország várt hadba lépésével fenyegetett veszélyes stratégiai helyzet előállása. Az oroszok behatoltak már a Kárpátokba, és az Isonzó felőli támadás a Monarchia végét jelenthette volna. Egy nyugat-galíciai áttörés a San folyóig ellenben visszavonulásra kényszeríthette az oroszokat a Kárpátokból, mivel a bekerítésüket kockáztatták volna. Ehhez 1915 tavaszán a németek a nyugaton lévő erőik egy részét, a 11. hadsereget August von Mackensen tábornok vezetésével átvezényelték a keleti frontra. Május 1-10. között Krakkótól keletre került sor a gorlicei áttörésre, ahol a németek a 4. osztrák-magyar hadsereggel közösen váratlanul mélyen be tudtak hatolni az orosz állásokba és már május közepén elérték a Sant. Ez a csata a fordulat jele volt a keleti fronton. A siker ugyanakkor nem tudta leplezni azt, hogy a Monarchia 1915 márciusáig közel 2 millió katonát veszített és egyre inkább erős német támogatásra szorult.
Június végén a központi hatalmak a támadásukat a Bug irányába folytatták. Przemyśl június 4-ei és Lemberg június 22-ei visszafoglalása után elérhetőnek tűnt a cári hatalom alatti lengyel területeken lévő orosz csapatoknak a bekerítése északról és délről összehangoltan végrehajtott támadásokkal. Ennek a kivitelezéséhez a német főparancsnokság (OHL) a többi fronton visszatartotta a tervezett támadásokat. Ludendorff ezen terve azonban Falkenhayn és Mackensen számára a marne-i csata fényében túlságosan ambiciózusnak tűnt és ennek megfelelően csökkentették a célkitűzéseit. A Bug-offenzíva (június 29.–szeptember 30.) és a Narew-offenzíva (július 13.–augusztus 24.) révén bár nem tudtak bekeríteni nagyobb orosz seregtesteket, az orosz haderőt mégis visszavonulásra tudták kényszeríteni. Ezen 1915-ös nagy visszavonulása idején fel kellett adnia Lengyelországot, Litvániát valamint Kurföld nagy részét, amivel a frontvonal hosszát 1600 km-ről 1000 km-re tudták csökkenteni. Szeptemberig a központi hatalmaknak sikerült bevenniük Varsót (augusztus 4.), Breszt-Litovszkot és Vilniust. A cári Lengyelország területén a megszálló hatalmak két főkormányzóságot hoztak létre, egyet Lublin székhellyel a Monrarchia, egyet pedig Varsó központtal Németország. A német megszállás alatti többi területen hozták létre az Ober Ost-ot, ahol lényegében katonaállamszerű berendezkedést felállítva ezt követően intenzíven igyekeztek kizsákmányolni a területet és a lakosságot. A német 10. hadsereg Ludendorff vezetésével Minszk elfoglalására, az osztrák-magyar csapatok Rovnó elfoglalására indítottak offenzívát, de mindkettő kudarcba fulladt szeptember vége felé. Az orosz hadsereg összességében nagyobb veszteségei ellenére számbeli fölényben maradt a „nagy visszavonulás” után is és a német csapatok visszaküldése miatt a nyugati frontra nem valósulhatott meg a kívánt mértékben.

#### A nyugati front 1915-ben

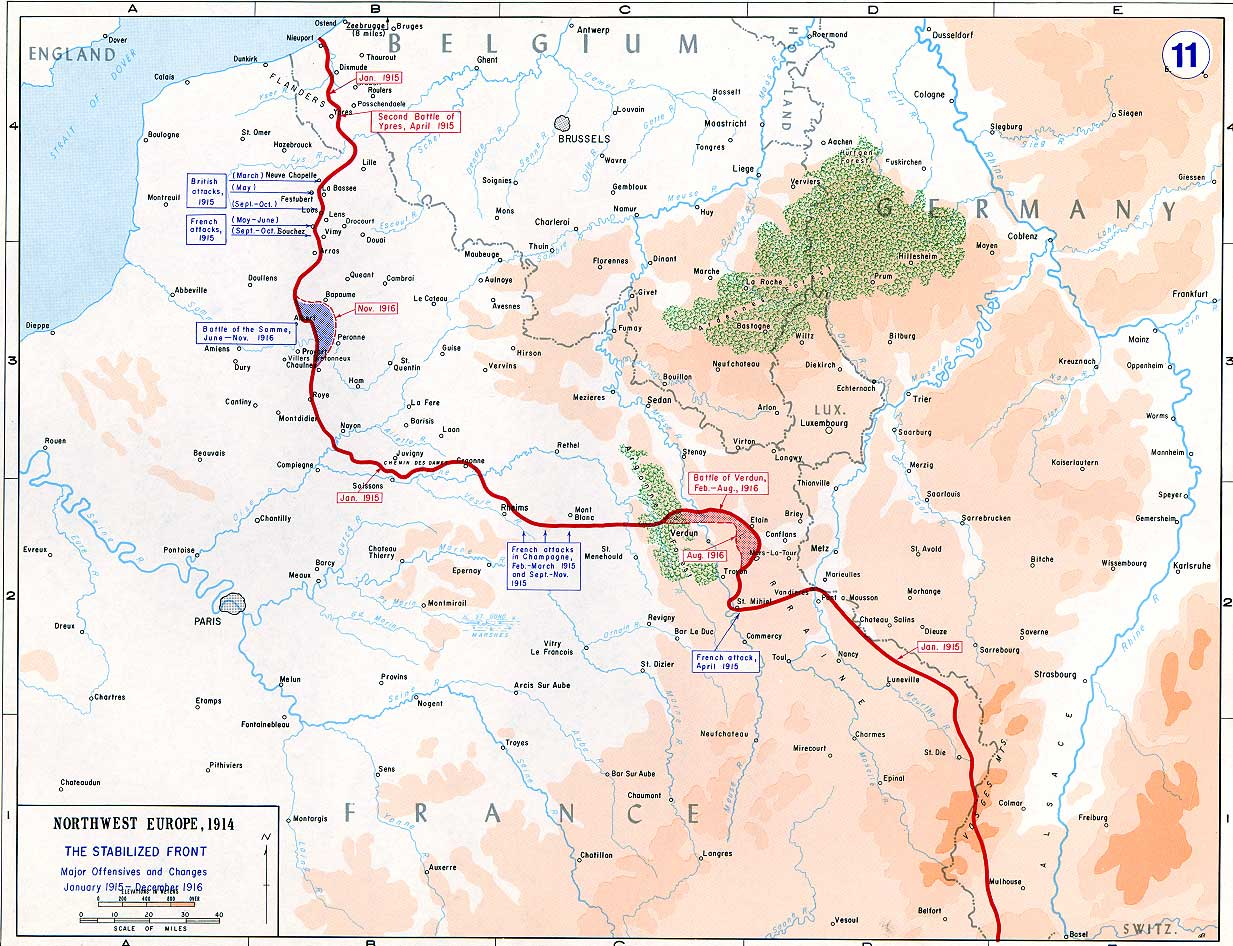
Az antant 1915-ben megpróbálta a front Lille és Verdun közötti nagy ívét (a kép felső részén) benyomni

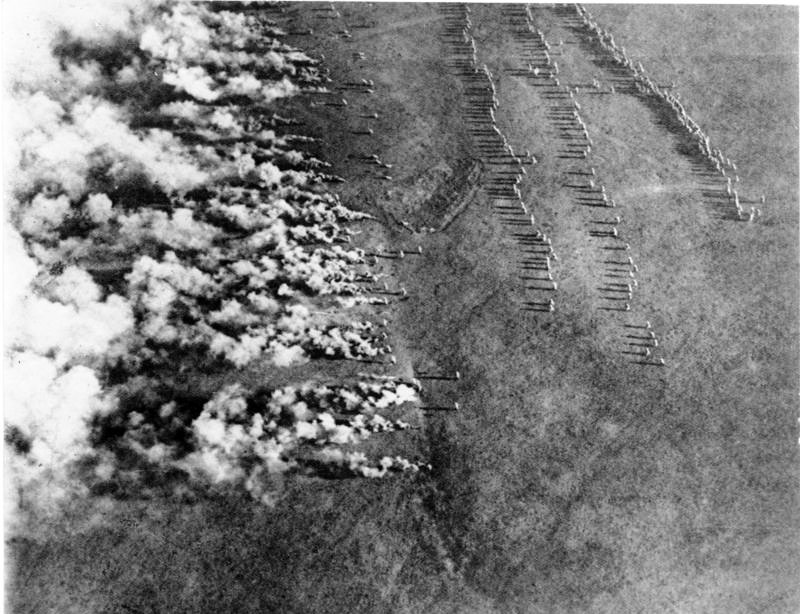
Gáztámadás (a Blasverfahren szerint) a keleti fronton, a kép jobb oldalán gyalogság készülődik az ezutáni rohamra

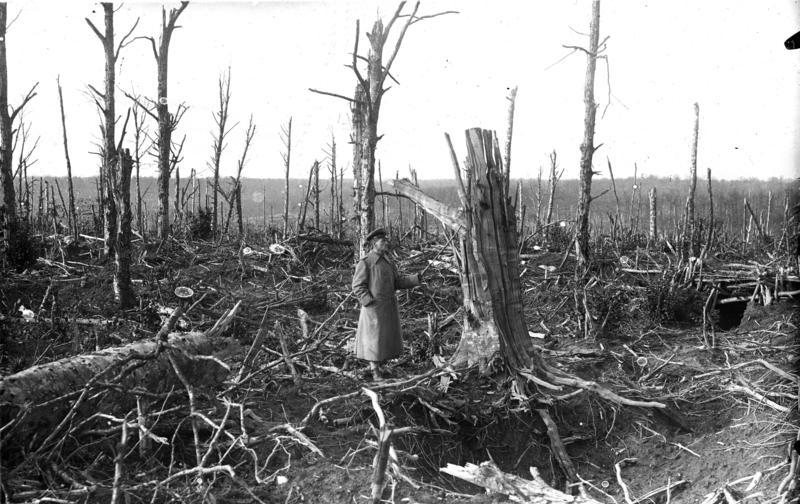
Champagne: szétlőtt erdő az Argonnokban

A nyugati fronton az antant azt a klasszikus stratégiát követte, hogy a németek nagy, félkörszerűen bedudorodó frontívét Lille és Verdun között a szárnyakon támadva felszámolja és eközben a fontos vasútvonalakat elvágja. E stratégia első felvonása a már 1914 végén előkészített első champagne-i csata volt, ami március végéig tartott és melynek során már megmutatkoztak az anyagcsata jegyei: naphosszat tartó, pergőtűzzé fokozódó tüzérségi aktivitás, amivel az ellenséget igyekeztek demoralizálni és a harceszközeit elpusztítani, mielőtt a gyalogság megindítja tömeges támadását. Ez a taktika azonban nem vezetett sikerre, mivel az ágyútűz miatt a németek számítottak az azt követő támadásra és a jól kiépített lövészárokrendszerükből és állásaikból zárótüzet és géppuskatüzet tudtak zúdítani a támadókra. Az antant által a Saint-Mihielnél lévő stratégiailag veszélyeztetett frontszakaszon (Húsvéti csata) illetve a Maas és a Mosel között (első Woëvre-csata) indított támadások szintén eredménytelenek voltak.
Mérges gázok bevetésére a második yperni csata első napján, április 22-én került sor, „új fejezetet nyitva a hadviselés történetében” és ez az időpont a „modern tömegpusztító fegyverek születési órájának” tekinthető. Bár az antant még ezt megelőzően bevetett irritáló hatású harci gázokat, ezen a napon azonban halált okozó klórgázt alkalmaztak a németek, ami egyértelmű megszegése volt a hágai egyezményeknek és az antant is ennek megfelelően tálalta a propagandájában. A gáztámadást a széliránytól függő haberi kiengedési módszerrel (Blasverfahren) hajtották végre. Az utászokkal a legelső lövészárkokban már márciusban rejtett gáztartályokat helyeztettek el Ypernnél. Mivel a keleti szél Nyugat-Flandriában viszonylag ritkának számít, ezért a támadást is többször el kellett halasztani. Április 22-én állandó északi szél fújt, ezért Ypernnél az ellenséges front északnak néző szelvényénél hajtották végre a gáztámadást. A hatás sokkal nagyobb volt, mint amire számítottak: a franciák 87. és 45. (algériai) hadosztálya pánikba esve menekülni kezdett, ami által egy hat kilométer széles rés keletkezett az antant frontvonalában. A korabeli becslések szerint 5000 fő veszítette életét a támadásban, míg napjainkban 1200 halottra és 3000 sebesültre teszik a veszteségeket. A német vezetés nem számított ilyen hatással és vélhetőleg ezért nem is tartott elég jelentős tartalékot a gáztámadás utáni előretöréshez. A támadókat ugyanakkor szintén zavarta volna a gáz. A második yperni csata lerövidítette az Ypern körüli frontvonalat és az újonnan beérkező brit és kanadai csapatok sikeresen meg tudták tartani az állásokat.  A gáztámadás miatt a védők veszteségei jelentősen nagyobbak voltak, mint a támadókéi, nagyjából 70 000 szemben a 35 000-rel, ami a nyugati lövészárokháború folyamán szokatlannak tűnt.
Május 9-én a britek és a franciák Artois-ban a lorettói csata során megpróbáltak áttörést elérni, ami viszont a súlyos veszteségek ellenére is csak részsikereket hozott és június közepén meg kellett szakítani a hadműveletet. Eddigre a britek és franciák 111 000, a németek 75 000 katonát veszítettek. A németeknek egyre inkább sikerült a lövészárokharcban a védőket segítő előnyöket taktikai változtatásokkal tovább fokozni: Míg a védelmet eddig tradicionálisan annak első sorában koncentrálták, mivel innen volt a legjobb a kilátás és nagyobb lőtávolságot tett lehetővé, addig a németek az antant egyre nagyobb létszámfölénye miatt a védelem súlypontját a második vonalba helyezték át. Ennek köszönhetően az ellenséges áttörés esetén elég idő maradt a tartalékok helyszínre vezényléséhez, másrészt kellő rálátás hiányában az ellenséges tüzérség sem volt kellően pontos ahhoz, hogy a német állásokat ki tudja iktatni.
Az 1915-ös év utolsó nagyobb harccselekményei a nyugati fronton az antant szeptember 22. és október 14. között indított offenzívája volt szintén Artois és Champagne területén. Az ősszel vívott champagne-i illetve a La Bassée-i és arras-i csaták a magas veszteségek és a felhasznált nagymennyiségű hadianyag ellenére is csak alig hoztak eredményeket. Az antant negyedmillió ember elvesztése árán is csak minimális területi nyereséget tudott elérni.

#### Az antant hadműveletei a Dardanelláknál

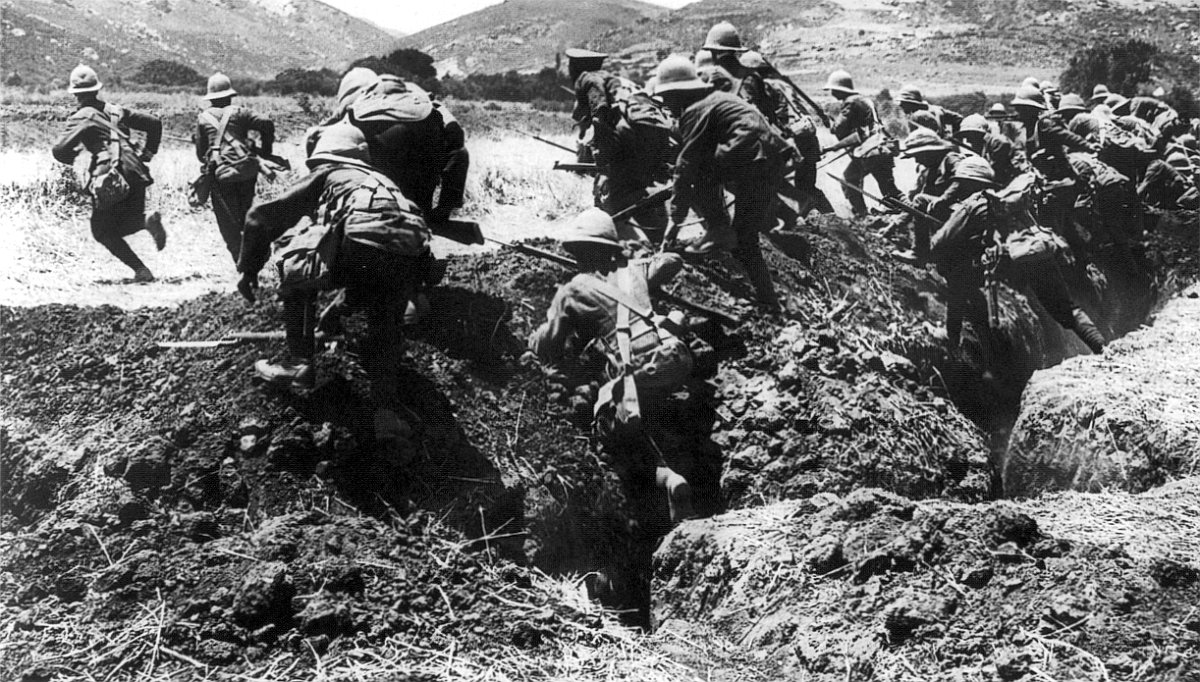
A Gallipoli-félsziget elleni támadást Lémnosz görög szigetén gyakorló brit gyalogság

Február 19-én kezdődött meg a Dardanellák ellen indított antant hadművelet a félszigeten végighúzódó török partmenti erődök brit és francia hadihajók általi lövetésével. Ezután aknaszedőkkel igyekeztek megtisztítani a tengerszorost, hogy szabaddá tegyék az utat Isztambulig. A hadművelet célja az volt, hogy a főváros veszélyeztetésével az Oszmán Birodalmat a háborúból való kilépésre késztessék és az Oroszországba vezető utánpótlási útvonalat megnyissák. Március 18-án John de Robeck tengernagy vezetésével egy tengeri haderő megpróbált áttörni a tengerszoroson, de közben három csatahajó is elsüllyedt és több megrongálódott. Ezt követően az antant kormányzatai úgy döntöttek, hogy szárazföldi csapatokat partra téve nyitják meg a Dardanellákat. Ezt megelőzően a britek azt is megfontolták, hogy Alexandretta közelében szálljanak partra és az Oszmán Birodalom déli részeit válasszák le az anatóliai törzsterületről.
Április 25-én kezdődött meg az antant partraszállása a Gallipoli-félszigeten és a vele átellenben, az ázsiai kontinenshez tartozó Kum Kale közelében. Ezt megelőzően csapataik Görögország semlegességét megsértve megszállták Lémnosz szigetét, hogy bázisként használhassák az Oszmán birodalom elleni hadműveleteikhez. 200 szállítóhajó – 11 hadihajó biztosítása mellett 78 000 brit katonát (a Mediterranean Expeditionary Force-t) és 17 000 francia katonát (Corps expéditionnaire d’Orient) tett partra. A partraszálló egységek között voltak ausztrál és új-zélandi csapatok (ANZAC) is, melyeknek ez volt az első bevetésük. A támadás a váratlanul heves török ellenállás miatt kudarcba fulladt. A védelmet ellátó, Liman von Sanders vezette 5. török hadsereg kötelékéből különösen a 19. török hadosztályt vezető Musztafa Kemal emelkedett ki, aki később nemzeti hőssé vált és itt tette le az alapjait későbbi hírnevének. A hadműveletben az antant összesen több mint 500 000 katonája vett részt, míg 1916. január 9-én tengeri úton nem evakuálták a partra szállt erőket. Az itteni harcokban mintegy 110 000 ember veszítette életét.

#### Olaszország hadba lépése

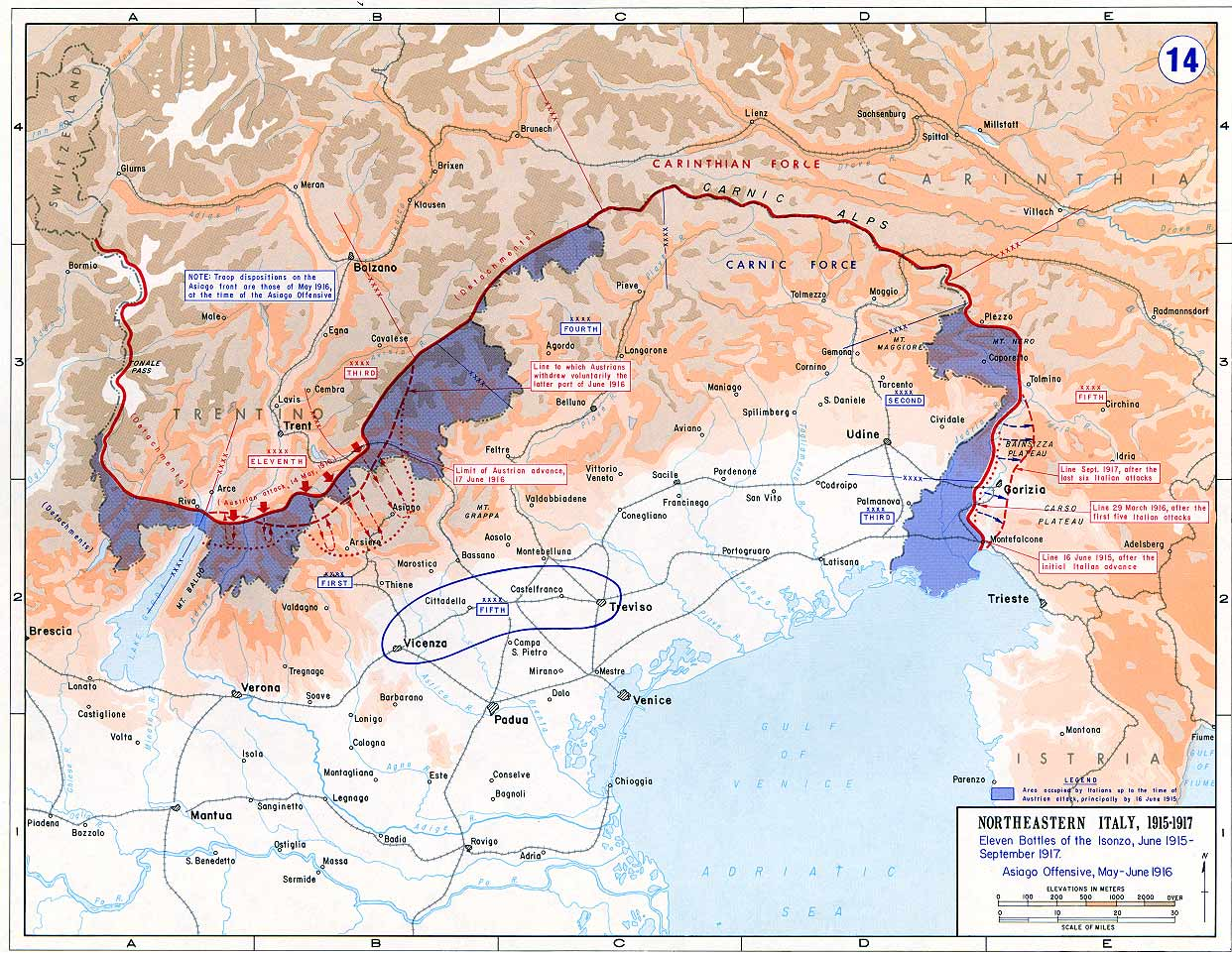
Az olasz front alakulása 1915 és 1917 között (az olasz területszerzés kék színnel jelölve

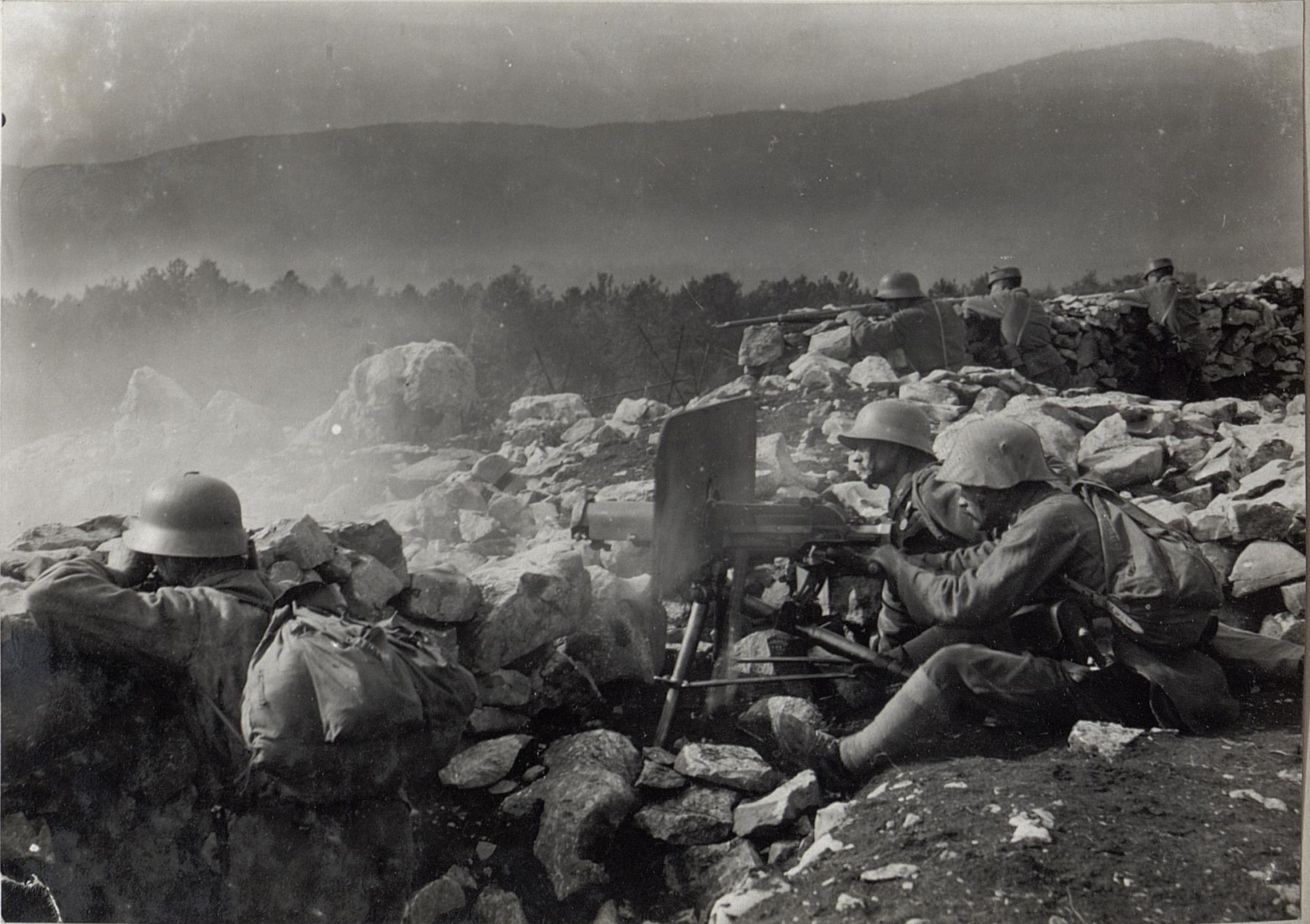
Tüzelő géppuska az Isonzo-fronton

Az Olasz Királyság 1915. május 23-án üzent hadat Ausztria-Magyarországnak. Németország ezt megelőzően még januárban nyomást gyakorolt a Monarchiára, hogy Trentinóról és más területekről mondjon le Olaszország javára, hogy ezzel legalább a semlegességét biztosíthassák. A hármas szövetségből való május 4-ei olasz kilépést követően is egyre nagyobb területek lettek felajánlva nekik, így május 10-én Trentinón túl az Isonzó vidéke is, emellett többek között szabad kezet kaptak volna Albánia felett. Olaszország viszont tárgyalt az antanttal is, ennek eredményeképpen április 26-án megkötötték a londoni szerződést, melyben messzemenő ígéreteket kaptak. Így Antonio Salandra miniszterelnök és Sidney Sonnino külügyminiszter hónapokig tartó tárgyalások után III. Viktor Emánuel olasz király jóváhagyásával az Ausztria-Magyarország elleni hadüzenet mellett döntött. Ezzel a közhangulat nyomását is követték, még ha a hadüzenet elküldésekor sem a lakosság, sem a parlament többsége nem támogatta azt. Az Ausztria-Magyarország elleni háború pártolói jóval aktívabbak voltak és a különböző politikai oldalak legfontosabb véleményformálóit sikerült megnyerniük maguknak. Gabriele D’Annunzio író, az európai fasizmus későbbi úttörője Rómában nagy érdeklődésre szert tevő rendezvényeket tartott és háborúpárti tömegdemonstrációkat szervezett,
A szocialista publicista Benito Mussolini már 1914 októbere óta a háború mellett szólalt fel, ami miatt az Olasz Szocialista Párt kizárta soraiból. Mussolini ezután – vélhetőleg francia anyagi támogatással – megalapította saját újságját, az Il Popolo d’Italiát, aminek lapjain továbbra is Olaszország hadba lépését követelte az antant oldalán. További támogatást kaptak a háborúpártiak a Filippo Tommaso Marinetti körül csoportosuló futuristáktól. A parlament még röviddel a hadüzenet előtt a parlamenti többséget vezető és korábbi miniszterelnök Giovanni Giolitti semlegességi politikáját támogatta, ami miatt D’Annunzio részéről halálos fenyegetéseket kapott. Azonban nem a parlament volt a politikai döntéshozatal valódi helyszíne. Mikor május 20-án a háborús hitelfelvétel jóváhagyása okán egybehívták a parlamentet, a szocialisták a hitelek ellen szavaztak, míg a korábbi háborúellenes Giolitti-hívek és a katolikusok a hazafias beállítottságukat igyekeztek azok támogatásával bizonyítani. Az olasz front a svájci határnál lévő Stilfser Jochtól Tirolon, a Dolomitokon, a Karni-Alpokon át és az Isonzó mentén húzódott az Adriai-tengerig. Az olasz hadba lépéssel Ausztria-Magyarország háromfrontos harcra kényszerült, ami nagyban megnehezítette a központi hatalmak helyzetét. Ráadásul az olasz hadüzenetkor nem álltak rendelkezésre kellő nagyságú erők a front teljes egészének biztosításához, sok helyütt helyi milíciák, az osztrák honvédség (Landwehr) és a népfelkelők (Landsturm) egységei kerültek bevetésre, köztük 30 000 tiroli vadász (Standschütze). Az Isonzó mentén közvetlenül a hadüzenet után megkezdődtek a harci cselekmények, az első isonzói csata kezdetét június 23-tól számítják. A számbeli fölényük és a területi nyereségeik ellenére az olaszoknak nem sikerült ebben a július 7-ig elhúzódó csatában és a rögtön utána elkezdődő második isonzói csatában (július 17.–augusztus 3.) áttörést elérniük, hasonlóan a harmadik és negyedik isonzói csatákhoz. A magas emberveszteség ellenére sem változott a stratégiai helyzet. Az első dolomitoki offenzíva (július 5.–augusztus 4.) jelentette az alpesi háború kezdetét, és az isonzói csatákhoz hasonlóan eredménytelen volt. A magas hegyvidéken vívott harcok újdonságnak számítottak a hadtörténetben: soha azelőtt nem zajlottak hosszan tartó harci cselekmények magashegységekben. A legmagasabban lévő állások a déltiroli Ortler hegyen 3900 méteres magasságban voltak.

#### Az örmény népirtás

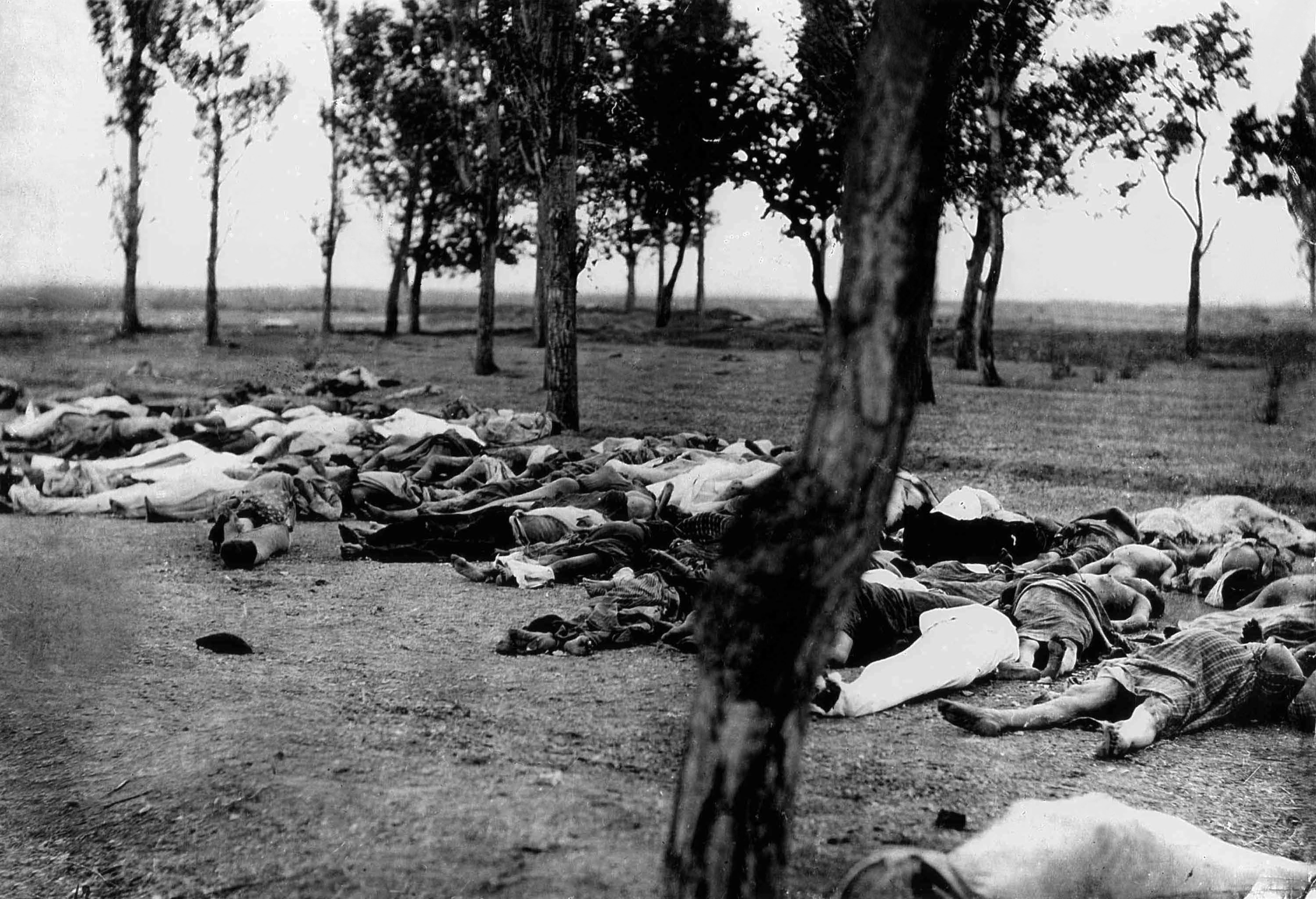
Törökök által legyilkolt örmény civilek

A sarikamisi csata óta az ifjútörök vezetés egyre jobban szabotázzsal gyanúsította meg az örmény kisebbséget. Mikor április közepén az oroszok megközelítették a Van-tavat, a törökök öt helyi örmény vezetőt végeztek ki a régióban. Ez és más hasonló események zavargásokhoz vezettek Van városában. Április 24-én kezdődött Isztambulban az örmény értelmiségiek letartóztatási hulláma, mely dátum a mai Örményországban nemzeti emléknap. Szazonov orosz külügyminiszter május 24-én közzé tett egy – már április 27-én előkészített – nemzetközi tiltakozó jegyzéket, mely azt állította, hogy több mint 100 örmény falu lakosságát lemészárolták és a gyilkosságokat a török kormányzat képviselői irányították. Az azt követő napon, május 25-én a török belügyminiszter, Talat pasa bejelentette, hogy az örményeket a háborús övezetből Szíriába és Moszulba deportálják. Május 27-én és 30-án az Oszmán Birodalom kormányzata elfogadott egy deportációs törvényt, amivel rendszerszintűvé vált az örmények és az asszírok ellen elkövetett népírtás. Hans von Wangenheim német nagykövet már júniusban értesítette Bethmann Hollweg kancellárt Talat pasa azon nézetéről, hogy „a Porta a világháborút arra akarja felhasználni, hogy a belső ellenségeivel – a helyi keresztényekkel – alaposan leszámoljon anélkül, hogy ebben a külföld diplomáciai úton beavatkozhatna.” Max Erwin von Scheubner-Richter, az erzurumi helyettes konzul ezen felül július végén azt jelentette, „hogy az örmények elleni eljárás végcélja azok teljes kiirtása Törökországban.” A német követ és Wangenheim utódja, Paul Metternich 1915 decemberében megpróbált fellépni az örmények védelmében a török kormányzatnál és azt tanácsolta a német kormányzatnak, hogy hozzák nyilvánosságra a deportációkat és a kihágásokat. Bethmann Hollweg kancellár azonban ehhez nem járult hozzá és ezzel kapcsolatban a következőket jegyezte meg: „A zajló háború közben egy szövetségesünk javasolt módon való megfeddése olyan lépés lenne, amire a történelemben még nem volt példa. Az egyetlen célunk, hogy Törökországot a háború végéig a mi oldalunkon tartsuk, függetlenül attól, hogy ebbe az örmények belepusztulnak-e vagy sem.” Az V. Mohamed szultánnak levelet író XV. Benedek pápa közbenjárása is túl későn érkezett. A népírtás a háború végéig a korabeli becslések szerint egy millió halálos áldozatot követelt és már a háború előtti előzményeivel (az 1895-96-os pogromokkal és az 1909-es adanai mészárlással egybe véve) Holocaustnak nevezték.

#### Bulgária hadba lépése és a központi hatalmak Szerbia elleni végső hadjárata

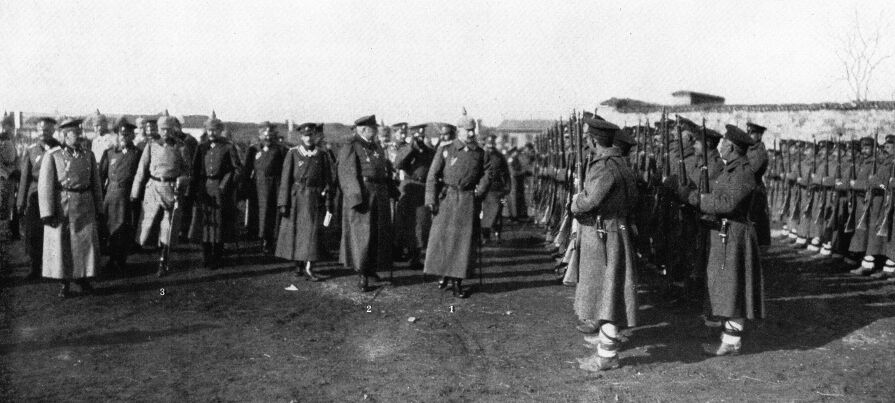
II. Vilmos, I. Ferdinánd és von Mackensen vezértábornagy a szerbiai Nišben (1915)

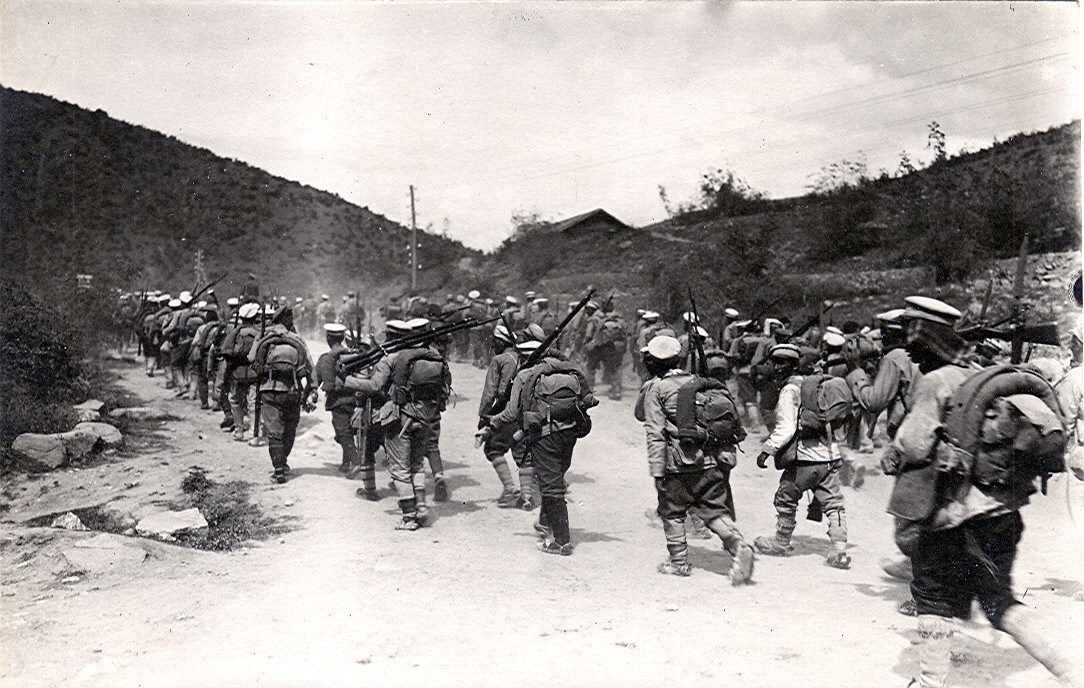
Bolgár katonák 1916 körül

Bulgária 1915. október 14-én lépett be a háborúba a központi hatalmak oldalán. Az ország a Balkán háborúk során igyekezett megteremteni egy „etnikai Bulgáriát”, de nem járt sikerrel. Az 1913-as bukaresti béke értelmében gyakorlatilag minden az első Balkán-háborúban megszerzett hódítását fel kellett adnia, az országot emellett a két háború erősen meggyengítette. Vaszil Radoszlavov kormányzata a háború kitörésekor, 1914. augusztus 1-én deklarálta az ország semlegességét. Ezt követően mind a központi hatalmak, mind az antant azon munkálkodott, hogy Bulgáriát a saját oldalán vonja be a háborúba, a bolgárok pedig a nekik tett ajánlatok alapján dönthettek arról, melyik oldalon tegyék ezt. A központi hatalmak helyzeti előnyben voltak, mivel a szerb és adott esetben román illetve görög területeket kínálhattak fel az oldalukon való hadba lépés esetére. Utóbbi országok antanthoz csatlakozása várható volt, így Bulgáriának odaígérhették Makedóniát, Dobrudzsát és Kelet-Trákiát. Ezen ajánlatoknak és a központi hatalmak számára viszonylag kedvezően lezajlott őszi hadi eseményeknek hatására döntött Bulgária a csatlakozás mellett.  Már szeptember 6-án késznek mutatkozott az ország a központi hatalmak oldalán való hadba lépésre, ami egy Szerbia elleni támadással szárazföldi összeköttetést teremthetett Németország és Ausztria-Magyarország illetve az Oszmán Birodalom között. A háborús részvétel kérdése Bulgáriában erősen vitatott volt, de a kormányzat hadba lépés melletti döntése után az ellenzéki pártok – a szociáldemokraták egy részét leszámítva – támogatta a háborús erőfeszítéseket. Október 6-án kezdődött August von Mackensen vezetésével a Szerbia elleni offenzíva, október 14-én pedig Bulgária is hadat üzent nyugati szomszédjának. A szerbek ezzel jelentős túlerővel kerültek szembe, amit még a Thesszalonikinél a segítségükre partra tett antant haderő sem volt képes kiegyenlíteni. Görögország nem kívánt hadba lépni Szerbia oldalán az antant részéről érkező elégtelen támogatás miatt, annak ellenére sem, hogy egy 1913. június 1-én megkötött kétoldalú egyezmény erre kötelezte. Belgrád október 9-ei és Niš november 5-ei eleste után a szerb haderő maradványai – a háború kezdetén meglévő 360 000-ből már csak 150 000 fő – Radomir Putnik vezetésével az albán és montenegrói hegyekbe vonult vissza, magukkal hurcolva 20 000 hadifoglyot. A szerb hadsereget Korfu szigetére menekítették ki, ahol újjászervezése után a Szaloniki-fronton vetették be ismét. Szerbiát Ausztria, Magyarország és Bulgária osztotta fel egymás között megszállási területekre.

#### Egyéb mellékfrontok 1915-ben
A sarikamisi csata a kaukázusi fronton 1915. január 5-ével ért véget az Oszmán Birodalom súlyos vereségével. A palesztinai fronton az oszmán csapatok Friedrich Kreß von Kressenstein tábornok vezetésével január végétől sikertelenül próbáltak támadást intézni a Szuezi-csatorna irányába. 1915 júliusában Német Délnyugat-Afrika gyarmatvédő csapatai (Schutztruppe) kapituláltak.
November végén a mezopotámiai fronton sikerült feltartóztatni a brit előrenyomulást a ktésziphóni csatában (november 22–25.) a Colmar von der Goltz tábornok tényleges parancsnoksága alatt harcoló oszmán hadseregnek, majd a Brit Indiai Hadsereg expedíciós haderejét bekerítenie december 7-én Kút városánál.

#### Politikai és társadalmi változások
Joseph Joffre, a francia csapatok főparancsnoka december 6. és 8. között konferenciát tartatott Chantilly-ban, ahol 1914 októbere óta a Grand Quartier Général székelt. Annak érdekében, hogy a központi hatalmak számára előnyt jelentő belső vonalak hatását mérsékeljék, minden fronton összehangolt támadás végrehajtásában állapodtak meg az 1916-os év közepére.
A brit kormányzat Herbert Henry Asquith vezetésével az év májusában a kedvezőtlenül alakuló háború miatt és főként a Dardanellák sikertelen ostroma miatt kénytelen lett bevonni a kormányzásba az ellenzéki konzervatívokat. Az Asquith vezette koalíciós kormány magában foglalt egy „lőszerminisztériumot” is az 1915 tavaszán lőszerhiányból fakadó válság miatt.
Október és november folyamán a szigorú élelmiszerkorlátozások miatt Németországban az élelmiszerboltok, kiadóhivatalok és olcsó mészárszékek előtt előbb rendbontásokra, majd egyre inkább tiltakozó gyülekezésekre került sor, melyeken túlnyomórészt nők vettek részt. November 30-án az egyik tiltakozó megmozdulás alkalmával Berlin egyik főutcáján, az Unter den Lindenen 58 nőt vettek őrizetbe, de erről a sajtó nem számolhatott be. A gabona, a kenyér, a vaj és a burgonya ára már 1914 novemberében erősen megemelkedett, a városi piacokat ekkor a gazdák csak vonakodva avagy egyáltalán nem látták el terményeikkel. Az ellátási problémák oka a hatóságok általi gyenge szervezés volt, mivel senki nem számított egy elhúzódó háborúra és ezért nem is készültek fel rá. Az élelmiszer- és a műtrágyagyártáshoz szükséges pétisóbehozatal kiesett, emellett a mezőgazdaság munkaerőt és lovakat veszített a hadsereg igényei miatt. A szövetségi tanács (Bundesrat) 1914 végén maximálta a kenyér, a burgonya és a cukor árát, 1915-ben újabb alapélelmiszerek kerültek a listára, ezért a gazdák igyekeztek a termékeiket egyre inkább a feketepiacon értékesíteni. 1915-ben az egyik megfigyelő megjegyezte: „A drágulás fenyegető mértéket öltött […] Az utóbbi hetekben, a szigorúbb élelmiszerkorlátozások következtében beállt hangulatváltozás nagyon erős. Főleg az asszonyok lettek erőszakosak […] az asszonyok azt kiabálják, hogy ’Adjatok nekünk ennivalót!’ és hogy ’vissza akarjuk kapni a férjeinket’.” A virágzó feketepiacnak köszönhetően a lakosság egyre kevésbé hitt a hivatalos propaganda azon állításának, hogy az élelmiszerellátás gondjaiért egyedül a brit blokád felelős. Az élelmiszerellátási problémák elhárítására hozott állami intézkedések hatástalansága legkésőbb 1915 végétől kezdődően fokozatosan „a polgár elidegenedését az államtól, sőt az állam tényleges ’legitimációvesztését’” eredményezte.
A szociáldemokrata parlamenti frakció és a párt vezetősége november 27-én úgy döntött, hogy a Reichstagban „békeinterpellációt” (Friedensinterpellation) nyújtanak be azzal a kérdéssel, hogy mikor és milyen feltételek mellett szándékozik Bethmann Hollweg kancellár béketárgyalásokat kezdeni. Bethmann Hollweg sikertelenül próbálta megakadályozni az interpelláció benyújtását és az december 9-én a Reichstag elé került. A birodalmi kancellár a Philipp Scheidemann által beterjesztett kérdést annyiban válaszolta meg, hogy keleten és nyugaton „biztosítékok” (annexiók) elérése elengedhetetlen a békéhez. Külföldön ezeket a szavakat „hegemóniabeszédként” értékelték. Ezután 20 szociáldemokrata küldött a december 21-ei ülési napon elutasította az újabb háborús hitelek jóváhagyását és nyilatkozatot adtak ki, melyben elítélték Bethmann Hollweg annexiós terveit.